# Octopussy (bok)
Octopussy, (eng. Octopussy and the Living Daylights), den sista boken i romanserien om agenten James Bond, skrivna av Ian Fleming. Boken kom ut på engelska första gången 1966, året efter författarens död, och innehåller i original tre noveller, medan den svenska bara innehåller två. Flera av Bondfilmerna har inspirerats av situationer ur novellerna, se nedan.

## Handling

### Octopussy
Titelnovellen beskriver hur Bond sänts ut för att gripa en man för ett brott han begått under andra världskriget: han stal en transport med nazisternas guld. Bond ger mannen en dag att avsluta sina affärer, och under den dagen råkar han dödas av sin bläckfisk.

#### Karaktärer (i urval)
- James Bond
- Major Dexter Smythe

Mellan november 1966 och maj 1967 gavs Octopussy ut som tecknad serie i tidningen Daily Express. Novellen adapterades av Jim Lawrence, som utökade historien med en dotter till Dexter Smythes offer, samt två kinesiska smugglare, och ritades av Yaroslav Horak. Serien har senare återpublicerats i såväl album som den svenska tidningen James Bond Agent 007.

### Spionen från öst
The Living Daylights som den här novellen heter i original, handlar om hur Bond får i uppdrag att åka till Berlin för att skydda en östtysk förrädare när han hoppar av. Hans motståndare, den ryske lönnmördaren "Trigger" ska skjuta honom, och det är Bonds jobb att skjuta Trigger först. Under tre nätter väntar Bond, och hans enda tröst är en vacker kvinna i en orkester som spelar i närheten. 
Karaktärer (i urval)
- James Bond
- "Trigger"
- M
- Paul Sender

Mellan september och november 1966 gavs Spionen från öst ut som tecknad serie i tidningen Daily Express. Novellen adapterades av Jim Lawrence och ritades av Yaroslav Horak. Serien har senare återpublicerats i såväl album som den svenska tidningen James Bond Agent 007.

### Property of a lady
I den här oöversatta novellen ska Bond avslöja en kollega på The Secret Service som dubbelagent, när hon säljer ett Fabergéägg på en Sotheby's-auktion för att få sin lön.

#### Karaktärer (i urval)
- James Bond
- Piotr Malinowski
- Maria Freudenstein
- Kenneth Snowman

### Agent 007 in New York
Vissa engelska versioner innehåller också en fjärde novell: (Agent) 007 in New York, som från början publicerades i Flemings bok "Thrilling Cities", och som handlar om hur Bond ska varna en kollega att hennes nye pojkvän är KGB-agent. Under tiden funderar han över New York, äggröra m.m.

## Övrigt
- Dubbelagenten i Property of a Lady är avslöjad i Mannen med den gyllene pistolen, men eftersom novellen bara hade publicerats i en tidning och inte inkluderades i novellsamlingen från början, fick många läsare reda på fakta i omvänd ordning.
- Den här novellsamlingen var tänkt att innehålla fler noveller, som Ur dödlig synvinkel, men tyvärr dog Fleming innan den var klar.
- Auktionssekvensen från Property of a Lady finns med i filmen Octopussy, och den filmens titelfigur (spelad av Maud Adams) berättar att hennes far var just Dexter Smythe, som novellen Octopussy handlar om. Den grundläggande situationen i Spionen från Öst blev inledningen till filmen Iskallt uppdrag (i original The Living Daylights). Vissa fans hävdar att atmosfären i Agent 007 i New York kan återfinnas i filmen Leva och låta dö, men materialet som sådant är inte filmat.
- I början på Man lever bara två gånger klagar Bond på att han bara haft meningslösa jobb sen hans hustru Tracy dog i slutet på I Hennes Majestäts hemliga tjänst. Det finns misstankar om att de här historierna skulle kunna ha ägt rum under den mörka delen av Bonds karriär.